# Дарова
Дарова (рум. Darova) — село у повіті Тіміш в Румунії. Входить до складу комуни Дарова.
Село розташоване на відстані 365 км на північний захід від Бухареста, 44 км на схід від Тімішоари.

## Населення
За даними перепису населення 2002 року у селі проживали 1710 осіб.
Національний склад населення села:
| Національність | Кількість осіб | Відсоток |
| -------------- | -------------- | -------- |
| румуни         | 1325           | 77,5%    |
| українці       | 347            | 20,3%    |
| угорці         | 13             | 0,8%     |
| німці          | 11             | 0,6%     |
| євреї          | 7              | 0,4%     |
| цигани         | 5              | 0,3%     |

Рідною мовою назвали:
| Мова       | Кількість осіб | Відсоток |
| ---------- | -------------- | -------- |
| румунська  | 1329           | 77,7%    |
| українська | 352            | 20,6%    |
| угорська   | 12             | 0,7%     |
| німецька   | 10             | 0,6%     |
| циганська  | 5              | 0,3%     |